# Suśle Wzgórza (Natura 2000)
Suśle Wzgórza – specjalny obszar ochrony siedlisk (PLH060019) zlokalizowany w pobliżu wsi Żniatyn i Chochłów w powiecie hrubieszowskim (województwo lubelskie) w obrębie Grzędy Sokalskiej (Wyżyna Wołyńska). Ma powierzchnię 27,23 hektara. Granice obszaru prawie pokrywają się z granicami rezerwatu przyrody Suśle Wzgórza.

## Opis ogólny

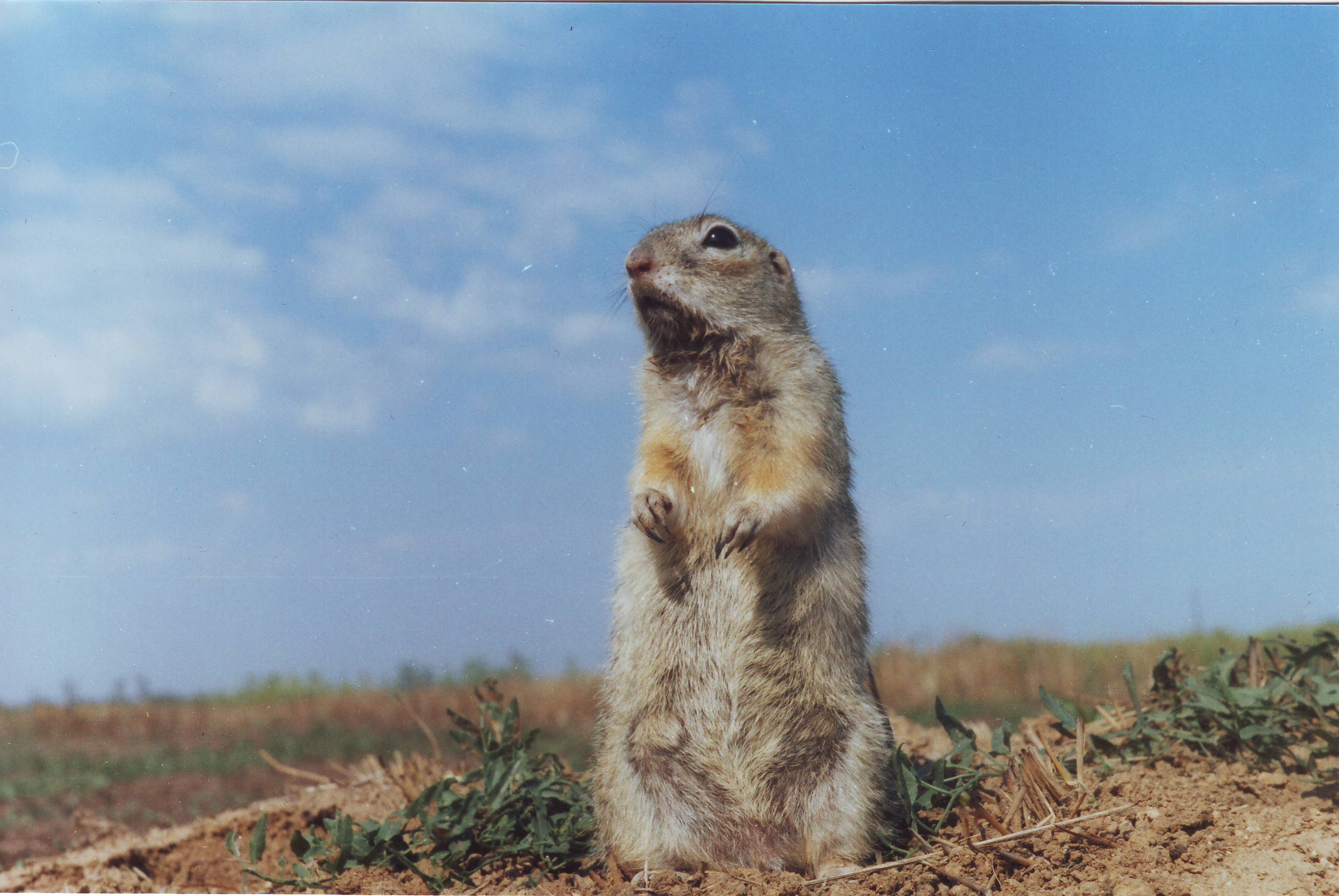
Suseł perełkowany

Teren obszaru jest silnie pofałdowany, pastwiskowy, przy czym dużą część terenu zajmują dwa wydłużone wzgórza położone równoleżnikowo, przy południowej granicy obszaru. Podstawą utworzenia formy ochrony była kolonia susła perełkowanego w typie masowym i zwartym (jedna z siedmiu w Polsce). Przedstawicieli tego gatunku (chronionego gatunkowo od 1983) obserwowano w tych rejonach już przed 1939. Z uwagi na zmiany gospodarcze w Polsce po 1989 hodowla bydła przestała się opłacać miejscowym rolnikom, w związku z czym zarzucili oni wypas na obszarze zamieszkałych przez susły pastwisk. Kolonia, która liczyła wcześniej około dwa tysiące osobników, skurczyła się po roku 2000 do zaledwie dwudziestu. Podjęto wówczas intensywne działania rekultywacyjne: nawożono, koszono, jak również karczowano drzewa i krzewy. Wprowadzono też dotowany wypas bydła. Liczebność susłów po tych zabiegach szybko wzrosła i obecnie wynosi już około 1800 osobników. Przyszłość siedliska zapowiada się stabilnie.

## Zagrożenia
Największe zagrożenia dla kolonii to zaprzestanie (ograniczenie) wypasu bydła i koszenia traw, presja drapieżników (głównie lisów), brak wymiany genetycznej (populacja jest izolowana), niestabilność zim, wałęsające się psy i koty z okolicznych gospodarstw oraz penetracja terenu przez ludzi.